# Basanita
|  | Aquest article tracta sobre la roca volcànica. Si cerqueu el mineral, vegeu «bassanita». |

La basanita, també coneguda com a pedra de toc, és una roca ígnia volcànica (extrusiva) amb una textura afanítica a porfírica.
L'associació mineral de la basanita conté feldespatoides (nefelina o leucita), plagiòclasi, augita i olivina, així com alguns òxids de titàni accessoris (ilmenita i magnetita-ulvoespinel·la); també hi poden haver feldespats alcalins accessoris depenent de la posició concreta de la basanita dins del diagrama QAPF. L'augita i l'olivina són minerals comuns com a fenocristalls dins de la matriu. En aquests casos, l'augita conté quantitats rellevants de titani, alumini i sodi (en quantitats més elevades que en el cas dels basalts toleítics. Mai conté quars. Químicament, les basanites són pobres en sílice (42 a 45% SiO₂) i riques sodi i potassi (3 a 5.5% Na₂O and K₂O) comparades amb el basalt, que conté més sílice.
Les basanites es troben tant al continent com en illes oceàniques. Juntament amb els basalts, poden ser generades en vulcanisme induït per hot spots (punts calents) com ara a les Illes Hawaii i les Illes Comores.

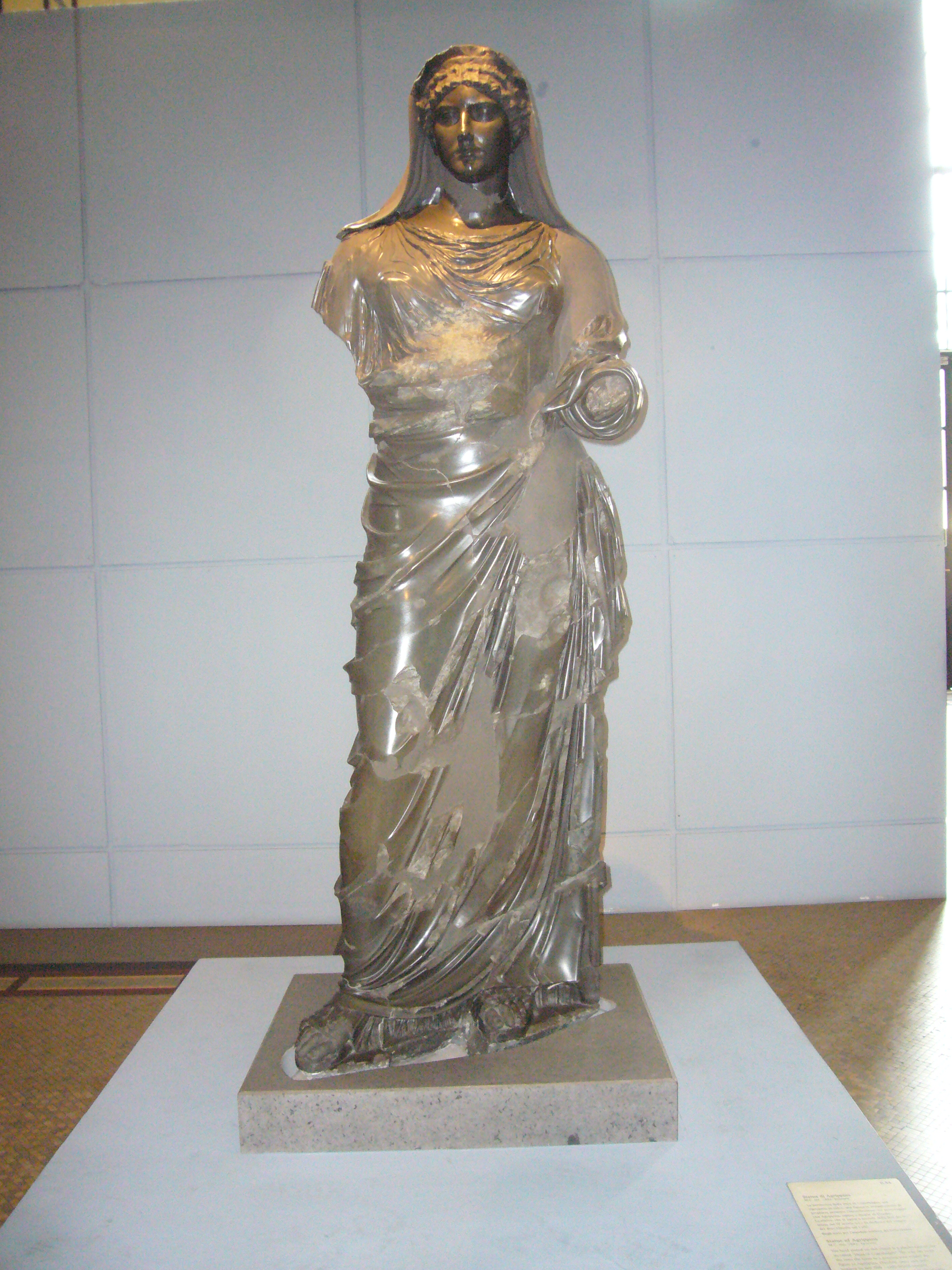
Estàtua de basanita d'Agrippina la menor
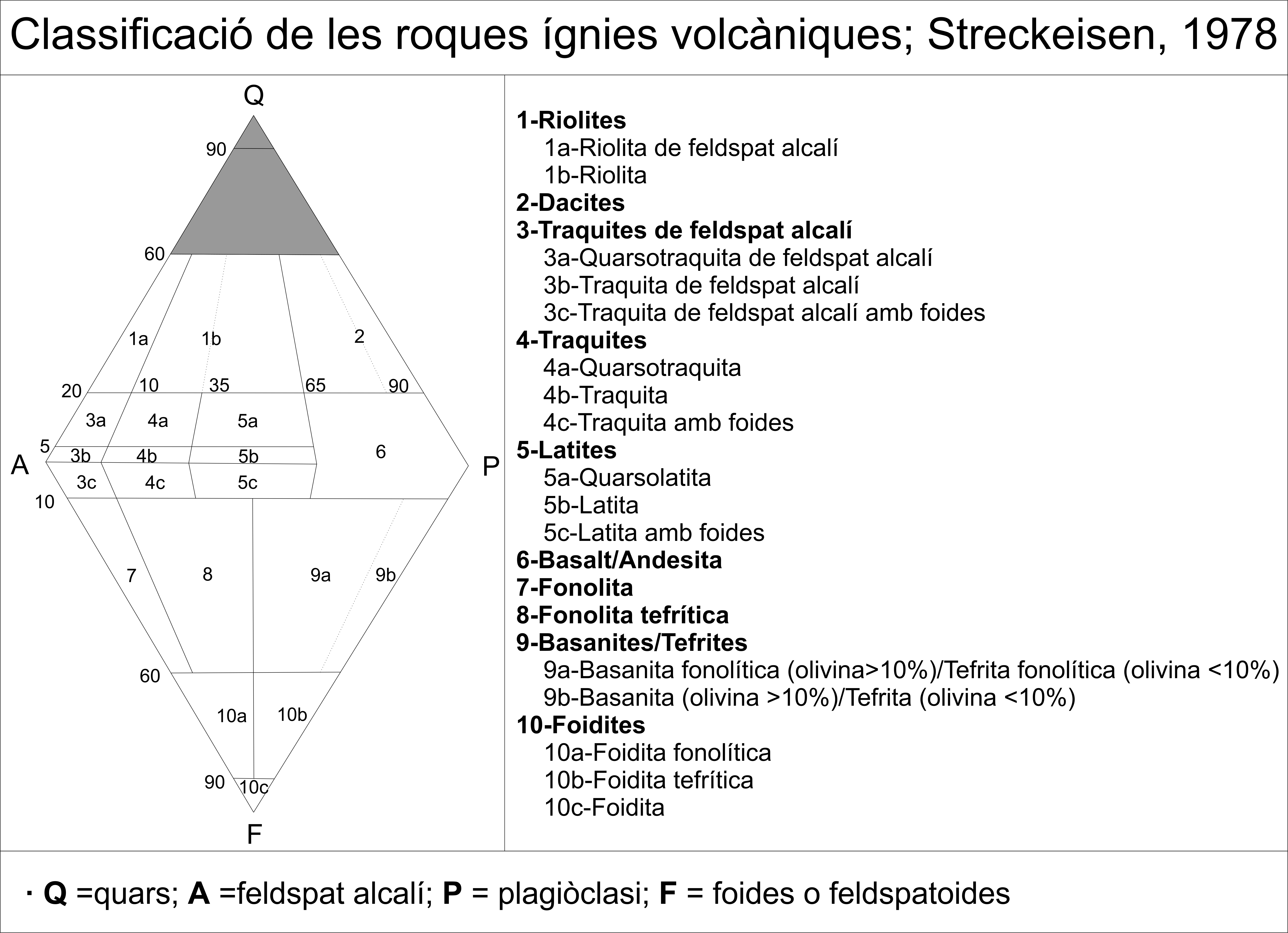
Diagrama QAPF (Streckeisen). La basanita es troba al lloc 9 (9a i 9b).
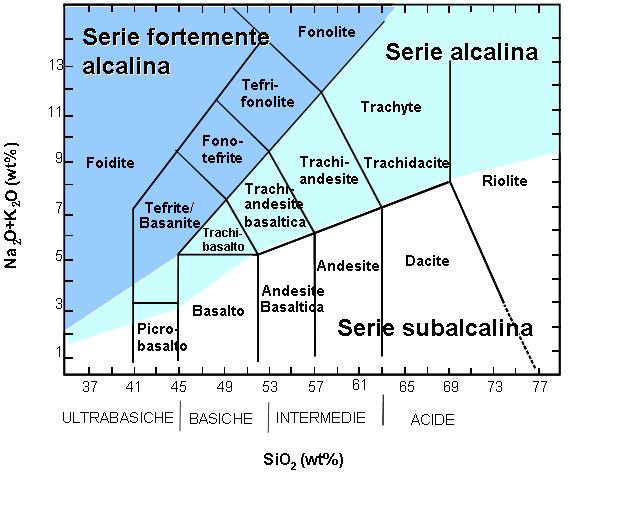
Classificació TAS